# Барделіс Прекрасний (фільм)
«Барделіс Прекрасний» (англ. Bardelys the Magnificent) — американська мелодрама режисера Кінга Відора 1926 року за однойменним романом Рафаеля Сабатіні.

## Сюжет
Молодий гульвіса, фаворит Людовіка Справедливого Барделіс Прекрасний, укладає парі про те, що завоює любов найнеприступнішої дівчини Франції. Пригоди приводять його на південь Франції, де безперервно йшли заколоти проти центральної влади і короля.

## У ролях
- Джон Гілберт — Барделіс
- Елеанор Бордман — Роксалін де Леведен
- Рой Д'Арсі — Шательро
- Лайонел Бельмор — Віконт де Леведен
- Емілі Фіцрой — Віконтка де Леведен
- Джордж К. Артур — Санкт-Есташ
- Артур Любін — король Людовик XIII
- Теодор фон Ілтц — Лесперон
- Карл Дейн — Роденард
- Едвард Коннеллі — кардинал Рішельє
- Фред Малатеста — Кастелройс
- Джон Т. Мюррей — Лафосс